# Synchrones
 (mai 2013).
- Les synchrones sont les lieux géométriques des grains de poussière cométaire (de tailles variées) qui ont quitté le noyau à la même date.
- Les syndynes (ou encore syndynames) sont les lieux géométriques des grains de poussière cométaire de même taille et qui ont quitté le noyau a des dates différentes.

L'ensemble formé par les synchrones et les syndynes traduit la forme de la queue de poussière et permet d'en prévoir l'évolution.

C'est à Freidriech Bessel, astronome allemand (1784 - 1846), que l'on doit d'avoir eu le premier l'idée d'une force répulsive pouvant générer la queue d'une comète (en 1835).
Ces idées furent reprises par l'astronome russe Fiodor Bredikhine et lui permirent d'interpréter correctement diverses comètes, dont celle de 1744 et la comète Pons-Brooks qui apparut en 1884.

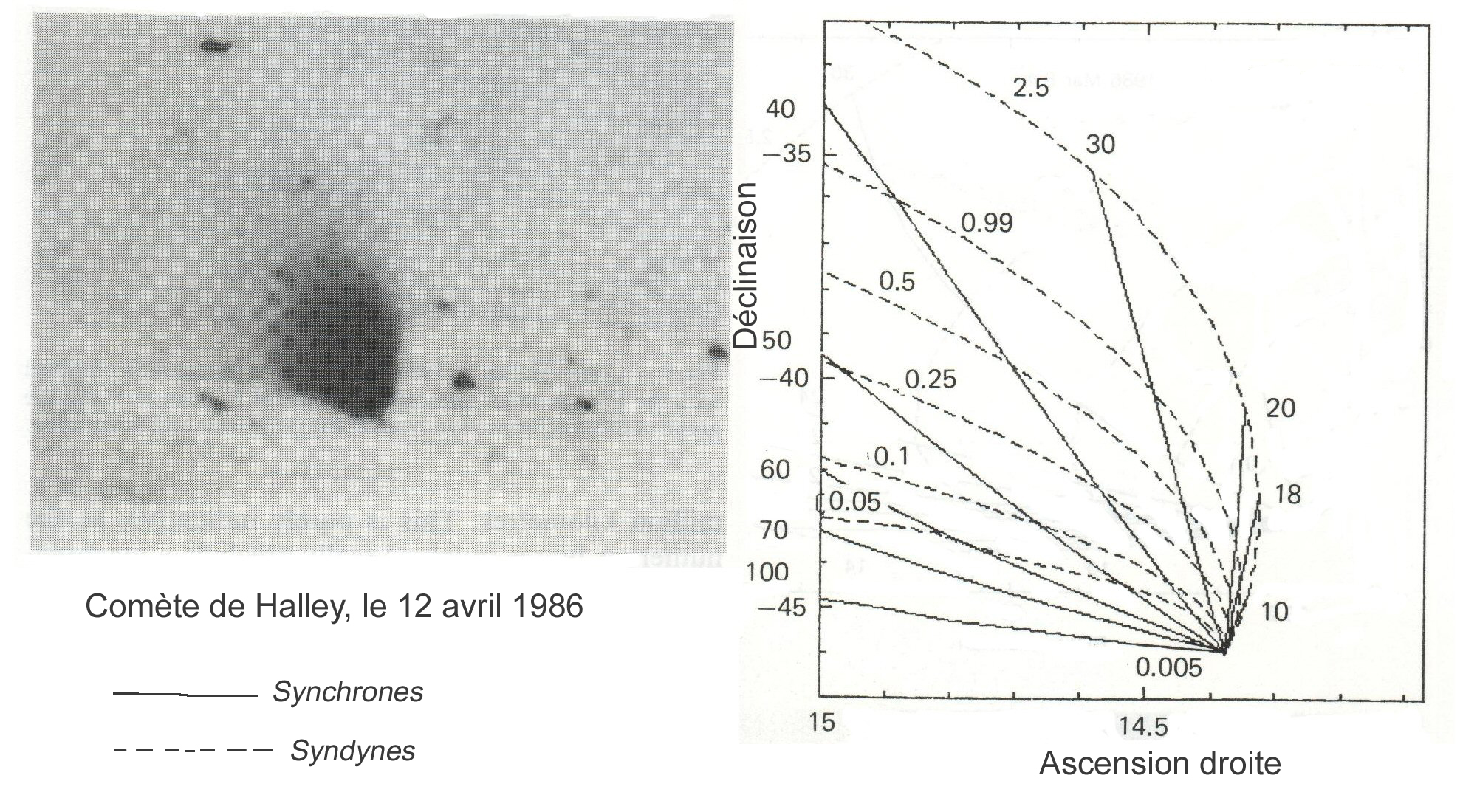
Halley le 14 avril 1986

La théorie des synchrones-syndynes a été ensuite reprise et développée en 1967 par Michael FINSON et Ronald PROBSTEIN (Massachusetts Institute of Technology).
Cette théorie fut appliquée avec succès par ces derniers auteurs pour expliquer la forme particulière de la queue de la comète Arend-Roland (1957) et son anti-queue.